# Loeiz Herrieu
Loeiz Herrieu (Louis Henrio, Lanester, 1879 - Auray, 1953) fou un poeta i escriptor bretó en dialecte gwened conegut amb el sobrenom d'Er Barh Labourér. Fill de pagesos bretonòfons, va treballar en una granja a Lanester i després a Hennebont, d'on marxaria finalment a Auray.
El 1898 contactà amb l'equip de redacció de la revista bilingüe Clocher Breton, dirigida per Madeleine Desroseaux i André Degoul, i des del 1902 hi escriurà ell mateix. Començà aleshores el compromís de tota la seva vida a favor de la seva llengua materna. No tenia cap diploma, sinó que era un autodidacte que es dedicarà a estudiar, escriure i recollir cants populars (la seva biblioteca tenia 4.000 títols el 1944). El 1902 també ingressà al Gorsedd bretó i viatjarà al País de Gal·les i Escòcia. Quan va tornar, el 1905 va fundar la revista mensual Dihunamb amb André Mellac.
El 1910 es casà amb Loeiza er Meliner (Louise Le Meliner), qui es va convertir en la seva col·laboradora en els reculls de cançons. Alhora, va formar part de la Unió Regionalista Bretona (URB), que va abandonar el 1912 amb Maurice Duhamel, Émile Masson, Camille Le Mercier d'Erm i François Vallée per a crear la Federació Regionalista de Bretanya, que no sobreviurà a la guerra.
Durant la Primera Guerra Mundial fou suboficial d'infanteria territorial, i relata la seva experiència a Kammdro an Ankeu. Quan va tornar a la seva granja el febrer de 1919 la va trobar destruïda, ja que la marina hi havia instal·lat una base pels seus hidroavions.
Entre les dues guerres mundials, va continuar el seu treball de col·lecció, d'organització de concursos de bretó a les escoles, i va treballar en la recuperació de la revista Dihunamb. Crea les Edicions Dihunamb. Va organitzar el 1928, amb Jean-Marie François Jacob i André Mellac el gorsedd de Locmariaquer.
Durant la Segona Guerra Mundial, continua les seves activitats. Fou acusat de publicar una sèrie de 31 articles considerats antisemites a la revista L'Heure Bretonne, on es feia referència a les mesures discriminatòries contra els jueus del duc de Bretanya Joan I el Roig decretades pel Concili del Laterà IV de 1215. La Sala Civil de Rennes el 1947 el va condemnar a vint anys d'indignitat nacional "per" pertinença a una organització prohibida ", el Partit Nacional Bretó, que va ser dissolt el 20 d'octubre de 1939 juntament amb el PCF per un decret del govern Daladier. No va estar present a l'audiència, i no hi ha cap element per a afirmar que ni tan sols fos citat a comparèixer.
És el pare de l'abat Meriadeg Herrieu, autor d'un mètode i un diccionari de bretó gweneg. Un altre fill seu, Armel Herrieu, ha participat en la creació del Festival Intercèltic d'An Oriant. Cap d'ells dos fa referència a l'obra del seu pare durant la segona guerra mundial. L'escola Diwan d'An Oriant duu el seu nom.

## Publicacions
- Dihunamb, revista literària publicada a An Oriant de 1905 a 1914 i de 1921 a 1944.
- Ketan Fesken (Primer raig)... Er flip, Ur fest; Men Dous. Lorient : impr. de A. Cathrine, 1902. 16 p.
- [Col·lab. à:] Istoér Breih, pe Hanes ar Vretoned. Lorient: Dihunamb, 1910. 377
- Guerzenneu ha sonenneu Bro-Guéned = Chansons populaires du pays de Vannes, recollits i publicats amb texts bretons i traducció francesa, i anotacions de Maurice Duhamel. Paris: Rouart, Lerolle et Cie, 1911, 1912, 1930. 3 vol. — Rééd. (integral?): Lorient: Festival interceltique d'An Oriant, 1997. 1 livre (185 p.) + 1 CD.
- Le Breton usuel (dialecte de Vannes), ou Manuel français-breton contenant un précis de grammaire, des listes alphabétiques de mots usuels, des conversations. Lorient: Dihunamb, 1912. — 2e édition complétée, Lorient: Dihunamb, 1934. 386 p.
- Buguléz Kerdored (e Meheuen 1792). Péh hoari e ter loden ar amzér en Dispeah é Lanngedig. Lorient: E. Le Bayon, 1913. 48 p.
- Tud brudet hor bro-ni, get en abad Bourser, en abad P. Er Go, en tad P. M. Guilloux, en abad Heneu, en I. Loeiza Herrieu ha Loeiz Herrieu. Hennebont: Dihunamb, 1937. II-216 p.
- La Littérature bretonne depuis les origines jusqu'au XVIIIe siècle. Conferència al Cercle bretó d'An Oriant, el 26 de març de 1938. Lorient, Dihunamb: 1938. 32 p.
- De hortoz kreiznoz, filajad en nédeleg skeudennet get Xavier Haas, Xavier de Langlais, Perrin hag en oberour. Lorient: Dihunamb, 1942. XL-305 p., fig.,
- La Littérature bretonne depuis les origines jusqu'au XXe siècle. Hennebont: Dihunamb, 1943. 232 p.
- Dasson ur galon, gwerzenneu. Skeudennet ged Padrig Guérin = Résonances d'un cœur, poèmes bretons. Il·lustrations de Patrick Guérin. [Av.-pr. de Pier Tual.]. Pontivy: Dihunamb, 1957. XVI-255 p. — Autre éd., sans trad.: Brest : Brud Nevez, 1983. 144 p.
- Kammdro an Ankou; aozet evit an embann get François Louis. Brest: Al Liamm, 1994. 317 p., ill.